# آبکوه دره
آبکوه دره کوهی در ۲۵ کیلومتری جنوب شرقی دماوند واقع در شهرستان دماوند در استان تهران می‌باشد. ارتفاع این کوه ۲۰۵۰ متر است.